# آلفرد نوبل
آلفرد برنهارد نوبل‌(به سوئدی: Alfred Bernhard Nobel)

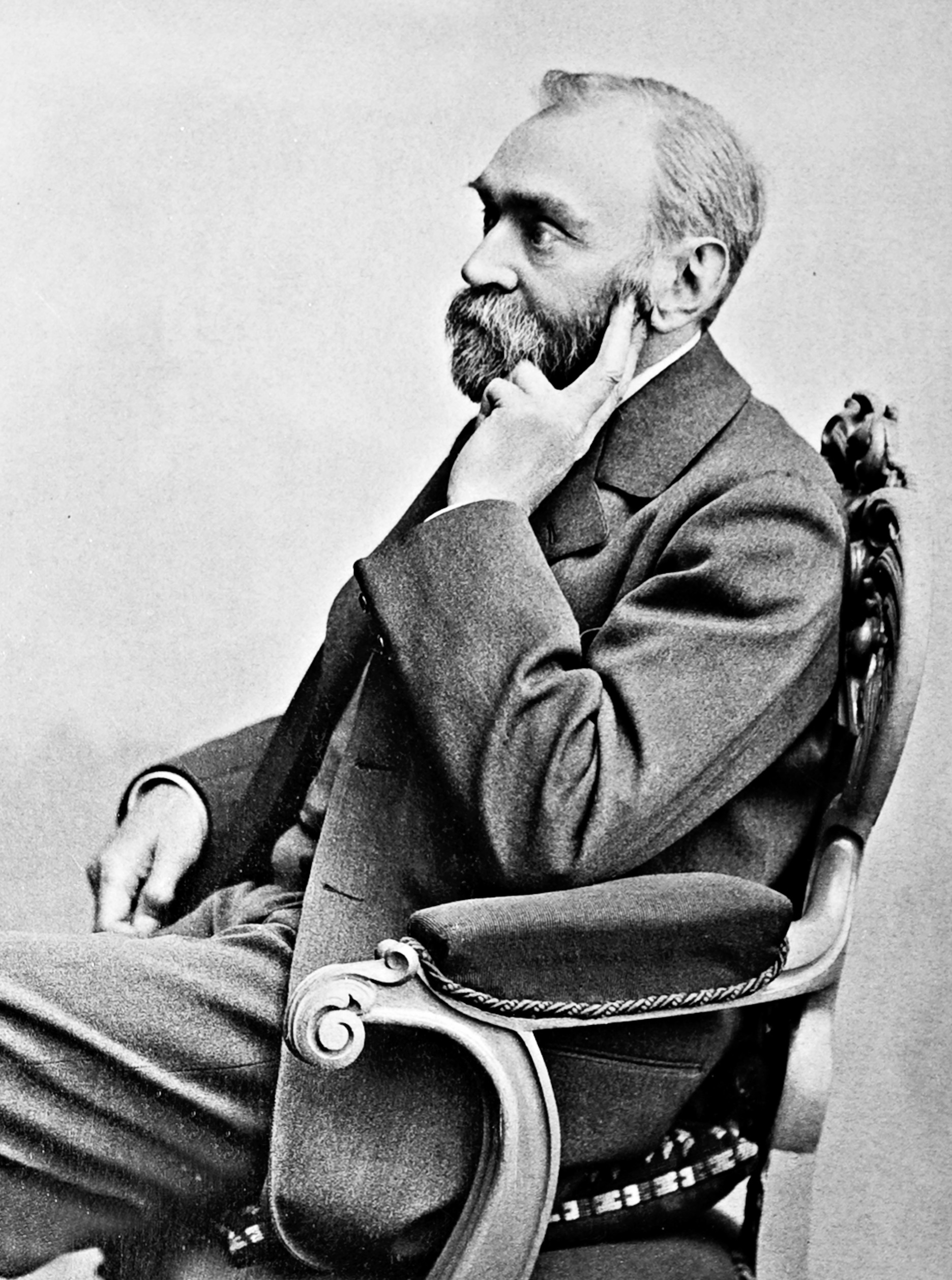
آلفرد برنارد نوبل، مخترع دینامیت و مؤسس جایزهٔ نوبل

(زادهٔ ۲۱ اکتبر ۱۸۳۳ در استکهلم، سوئد – درگذشتهٔ ۱۰ دسامبر ۱۸۹۶ در سانرمو، ایتالیا) شیمی‌دان، مهندس، مبتکر و اسلحه‌ساز سوئدی است که به عنوان مخترع دینامیت شناخته می‌شود. او از سال ۱۸۹۴ تا روز مرگش صاحب اسلحه‌سازی بوفورس بود و در تغییر آن از یک کارخانه ذوب آهن به یک توپخانه‌سازی مدرن و یک کارخانه تولید مواد شیمیایی نقشی اساسی داشت. وی در آخرین وصیت‌نامه خود سرمایه حیرت‌انگیزش را برای تأمین هزینه‌های جایزهٔ نوبل اختصاص داد. عنصر شیمیایی نوبلیم به احترام او نام‌گذاری شده‌است.

## پیشینهٔ فردی
نوبل، نوهٔ یکی از دانشمندان قرن هفدهم میلادی، اولاس رودبک (۱۶۳۰–۱۷۰۸)، فرزند سوم امانوئل نوبل (۱۸۰۱–۱۸۷۲) و آندریته آلسل (۱۸۰۵–۱۸۸۹) بود.
او که متولد استکهلم بود، همراه با خانواده‌اش در سال ۱۸۴۲ به سن پترزبورگ مهاجرت کرد. در آن جا پدرش (که نخستین تخته چندلایی را اختراع کرده بود) یک کارخانه تسلیحات‌سازی ایجاد کرده بود و مین‌های آبی می‌ساخت.
آلفرد، در آن شهر، زیر نظر نیکلای نیکلایویچ زینین، به مطالعه شیمی پرداخت. در سال ۱۸۵۹، کارخانهٔ خانوادگی آن‌ها به عهده پسر دوم، لودویگ نوبل (۱۸۳۱–۱۸۸۸) گذاشته شد که آن را وسعت قابل ملاحظه‌ای بخشید. این شرکت خانوادگی، بعد از مدتی، ورشکسته شد و آلفرد، به همراه خانواده‌اش به آمریکا رفت. وی، تمام وقت خود را به تحقیق دربارهٔ مواد منفجره، مخصوصاً ایمن‌سازی و استفاده بهتر از نیتروگلیسیرین پرداخت. این ماده (نیتروگلیسرین) در سال ۱۸۴۷ توسط آسکانیو سوبررو، یکی از دانشجویان تئوفیل- ژول پلوز در دانشگاه تورین کشف شده بود.
در پی آزمایش‌ها گوناگون، چندین انفجار در کارخانه‌ای که خانواده‌اش در هلنبوری خریده بودند به وقوع پیوست که در پی یکی از آن انفجار ها؛ در سال ۱۸۶۴ برادر کوچک آلفرد و چند نفر از کارگران کشته شدند.
سرانجام دینامیت در سال ۱۸۶۶ در کرومل (هامبورگ، آلمان) اختراع و در سال ۱۸۶۷ به ثبت رسید.
نوبل همچنین نمایش نامه‌ای به نام «نمسیس» را در قالب نثر به رشته تحریر درآورد که یک تراژدی چهار شخصیتی دربارهٔ نجیب‌زاده‌ای ایتالیایی به نام «بیاتریسه سنسی» است. این نثر که تا حدودی بر گرفته از درام سنسی اثر پرسی بیش شلی است، در سال‌های آخر عمر نوبل به چاپ رسید. به جز سه نسخه، تمامی نسخ دیگر این کتاب به اتهام توهین به مقدسات بلافاصله بعد از فوت وی نابود گردید. یکی از سه نسخهٔ بجا مانده که به دو زبان سوئدی و اسپرانتو است، نخستین بار در سال ۲۰۰۳ در سوئد به چاپ رسید.

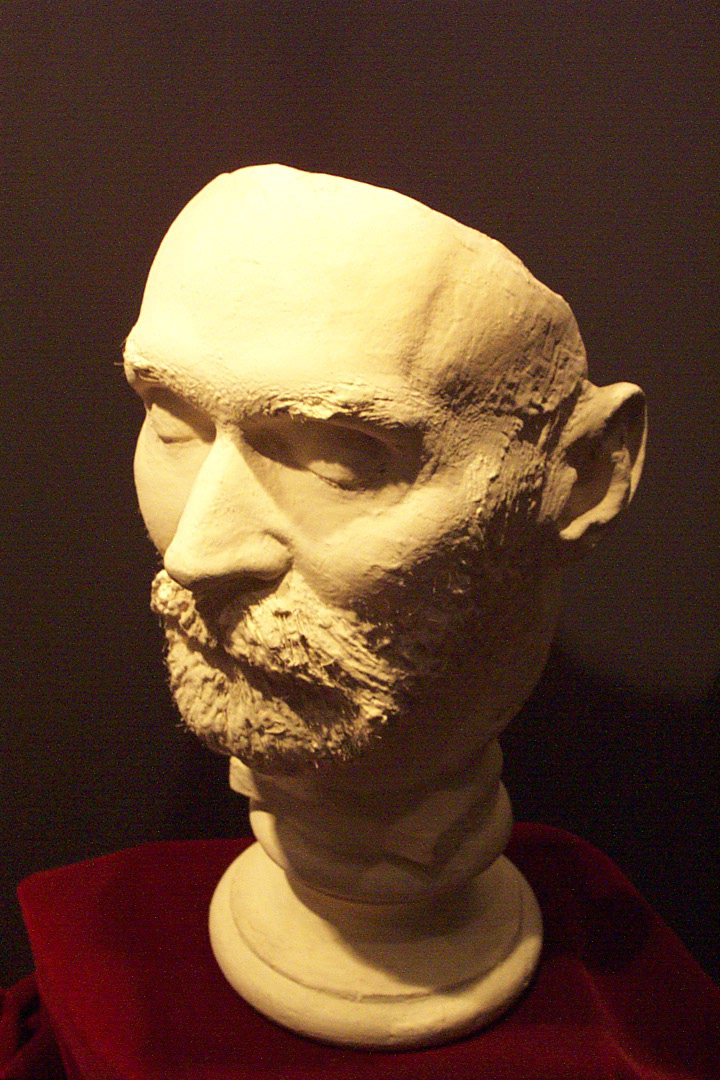
ماسک مرگ آلفرد نوبل، زمان اقامت او در برک برن در کارلزکوگا، سوئد

## دینامیت
نوبل دریافت که اگر نیتروگلیسیرین جذب یک ماده خنثی مانند خاک دیاتومه گردد، در هنگام جابجایی به مراتب امن تر خواهد بود و آن مخلوط را در سال ۱۸۶۷ به نام دینامیت ثبت کرد. او برای این کار از ترکیب سه واحد نیتروگلیسیرین و یک واحد دیاتومایت (که متشکل از ۸۶٪ سیلیس، ۵٪ سدیم، ۳٪ منیزیم و ۲٪ آهن است) به‌علاوه مقدار کمی سدیم کربنات استفاده کرد و آن را برای نخستین بار در یک مراسم شکار در ردهیل، در ساری انگلستان به نمایش درآورد که مورد استقبال قرار گرفت.
امروزه بر روی دینامیت‌ها واژه «شدیداً منفجره» درج می‌شود. مفهوم این عبارت این است که این ماده قدرت تخریب بالایی دارد ولی از دستهٔ مواد منفجرهٔ آتشزا نیست. دینامیت نخستین مادهٔ منفجرهٔ قابل کنترلی به حساب می‌رود که از باروت قدرت بیشتری دارد. این ماده ابتدا با نام «گرد منفجرهٔ نوبل» فروخته می‌شد ولی بعد از معرفی شدنش؛ شهرت بسیاری یافت و به عنوان جایگزین مطمئنی برای باروت و نیتروگلیسیرین مطرح شد. نوبل به دقت بر ساخت و ساز دینامیت نظارت می‌کرد و سریعاً باعث تعطیلی تولیدکنندگان غیرمجاز آن می‌شد. هر چند بعضی تجار آمریکایی با ایجاد تغییرات اندکی در ترکیب اصلی؛ او را دور زدند، با این حال دینامیت ثروت قابل توجهی نصیب آلفرد نوبل کرد.
محصول بعدی او مخلوط نیتروگلیسیرین با ماده منفجره دیگری یعنی نیتروسلولوز (باروت فتیله) بود که به پیدایش ماده شفاف ژله مانندی منجر شد که از دینامیت نیز قدرتمند تر بود. جلی نیت یا ژل منفجره در سال ۱۸۷۶ به ثبت رسید که به روش مشابهی تولید می‌شد.

## جوایز نوبل
گفته می‌شود که انتشار مطلب دروغین فوت نوبل در یک روزنامه فرانسوی در سال ۱۸۸۸، در حالی که او را به خاطر اختراع دینامیت گناه کار خوانده بود، او را به فکر ایجاد تصویر بهتری از خود نزد آیندگان واداشت. این نشریه این‌گونه نوشته بود: «فرشته مرگ مرده‌است، دکتر آلفرد نوبل، فردی که برای ایجاد راهی برای کشتن افراد بیشتر در زمان کمتر ثروتمند شده بود؛ دیروز فوت کرد.»
در تاریخ ۲۷ نوامبر ۱۸۹۵ در باشگاه نروژی ها-سوئدی‌ها در پاریس، آلفرد نوبل آخرین وصیت‌نامه خود را امضا کرد و بیشتر دارایی خود را به جایزه‌ای اختصاص داد تا همه ساله بدون توجه به ملیتی خاص، به افراد شایسته اهدا گردد.
او بر اثر سکته قلبی در گذشت و مبلغ ۳۱ میلیون کرون سوئد، حدوداً معادل ۴٫۲ میلیون دلار آمریکا به جایزه مذکور تعلق یافت. آلفرد برنهارد نوبل هرگز ازدواج نکرد. مقبرهٔ وی در گورستان شمالی در سولنا قرار دارد.